# Kennalestes
Kennalestes is een geslacht van uitgestorven insectenetende zoogdieren uit de orde Asioryctitheria uit het Laat-Krijt van Centraal-Azië. Het geslacht werd beschreven in 1968. De typesoort is Kennalestes gobiensis en het was een algemeen zoogdier in Mongolië tijdens het Krijt, dat zowel in de Bayan Mandahuformatie als in de Djadochtaformatie werd aangetroffen. Het werd in Mongolië gevonden tijdens het Campanien, dus het kan het slachtoffer zijn geworden van roofdieren zoals Velociraptor, Oviraptor en Archaeornithoides. Er zijn van Kennalestes verschillende schedels en delen van het skelet gevonden.  

## Kenmerken
Kennalestes was een insectivoor met een spitsmuisachtige lichaamsbouw en het was iets kleiner dan Zalambdalestes, een andere verwant van de placentadieren die tijdens het Campanien in hetzelfde gebied voorkwam. De schedellengte bedroeg 2,5 cm.